# グレイ郡 (オンタリオ州)
グレイ郡（グレイぐん、英語: Grey County）は、カナダのオンタリオ州西北部に位置する地方行政区のひとつ。北はジョージア湾と面している。農業が主な産業で数多くの農作物が生産されている。
郡は1852年に設立され、初期の入植はミーフォードと隣町のコリングウッド（シムコー郡）周辺に見られた。
ナイアガラ断崖（Niagara Escarpment）が走っており、それに沿ってブルース・トレイル（Bruce Trail）がある。冬のスキーリゾートとしてブルーマウンテン・リゾートがあることでも知られる。

## 主な都市
- オーウェンサウンド （Owen Sound）
- ザ・ブルーマウンテンズ （The Blue Mountains）
- ミーフォード （Meaford）